# John Christie (futbolista)
John Christie (Fraserburgh, 26 de septiembre de 1929 - Hampshire, 9 de marzo de 2014) fue un futbolista británico que jugaba en la demarcación de portero.

## Biografía
Hizo su debut como futbolista en 1948 con el Inverness Thistle FC, donde jugó durante una temporada. En 1949 fichó por el Ayr United FC, donde jugó durante 19 partidos en los dos años que permaneció en el equipo. Ya en 1951 fue traspasado al Southampton FC, llegando a jugar 217 partidos en las ocho temporadas que jugó en el club. En 1959 el Walsall FC se hizo con sus servicios, y con el club ganó la Walsall FC un año después. Posteriormente jugó para el Burton Albion FC y para el Rugby Town FC, equipo en el que se retiró en 1964.
Falleció el 9 de marzo de 2014 en Hampshire a los 84 años de edad.

## Clubes
| Club                 | País       | Año         | Partidos |
| -------------------- | ---------- | ----------- | -------- |
| Inverness Thistle FC | Escocia    | 1948 - 1949 | ¿?       |
| Ayr United FC        | Escocia    | 1949 - 1951 | 19       |
| Southampton FC       | Inglaterra | 1951 - 1959 | 217      |
| Walsall FC           | Inglaterra | 1959 - 1962 | 102      |
| Burton Albion FC     | Inglaterra | 1962 - 1963 | ¿?       |
| Rugby Town FC        | Inglaterra | 1963 - 1964 | ¿?       |

## Palmarés

### Campeonatos nacionales
| Título              | Club       | País       | Año  |
| ------------------- | ---------- | ---------- | ---- |
| Football League Two | Walsall FC | Inglaterra | 1960 |